# Spiegelzaal (kasteel van Versailles)

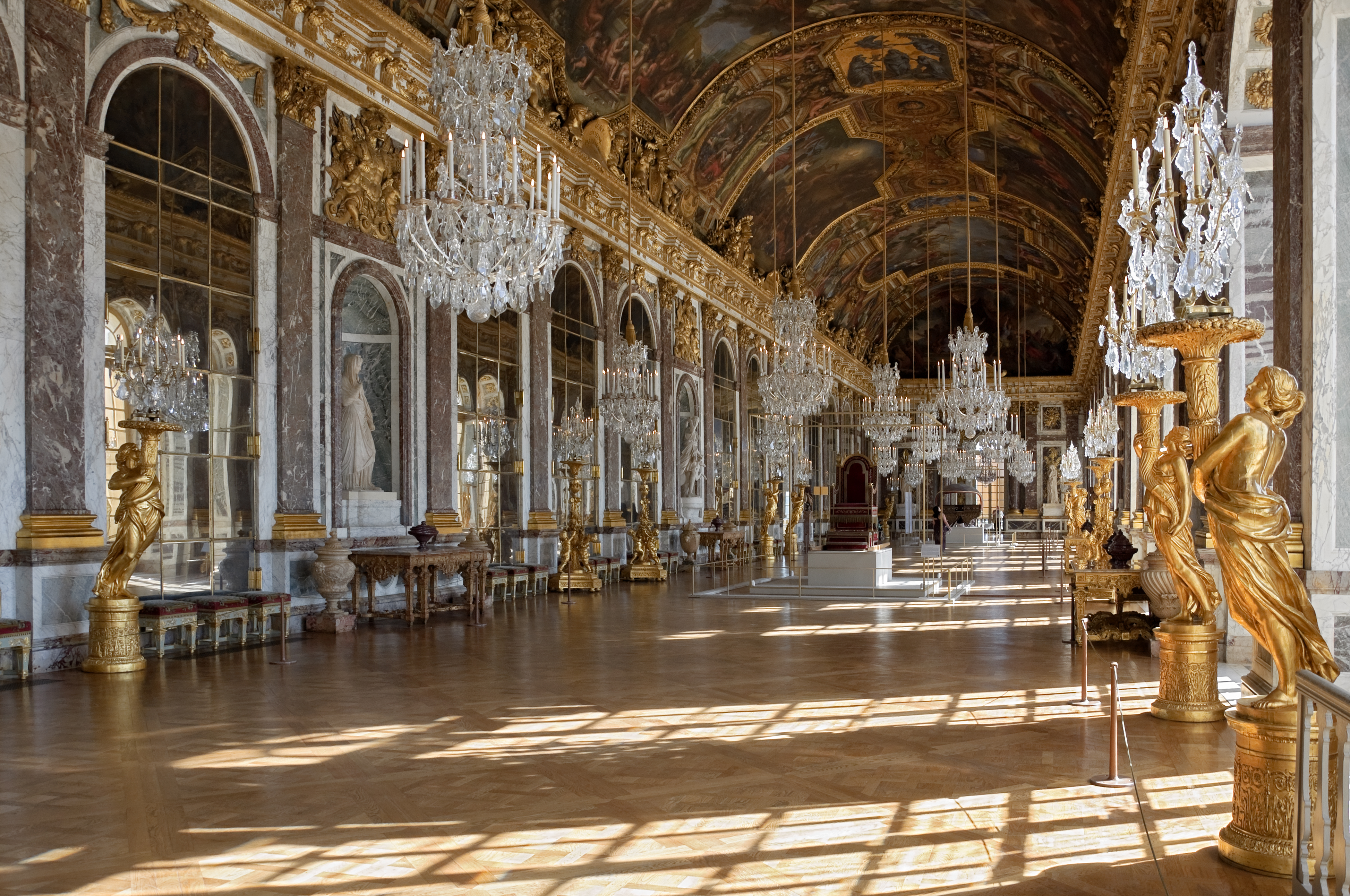
De spiegelzaal van het Kasteel van Versailles

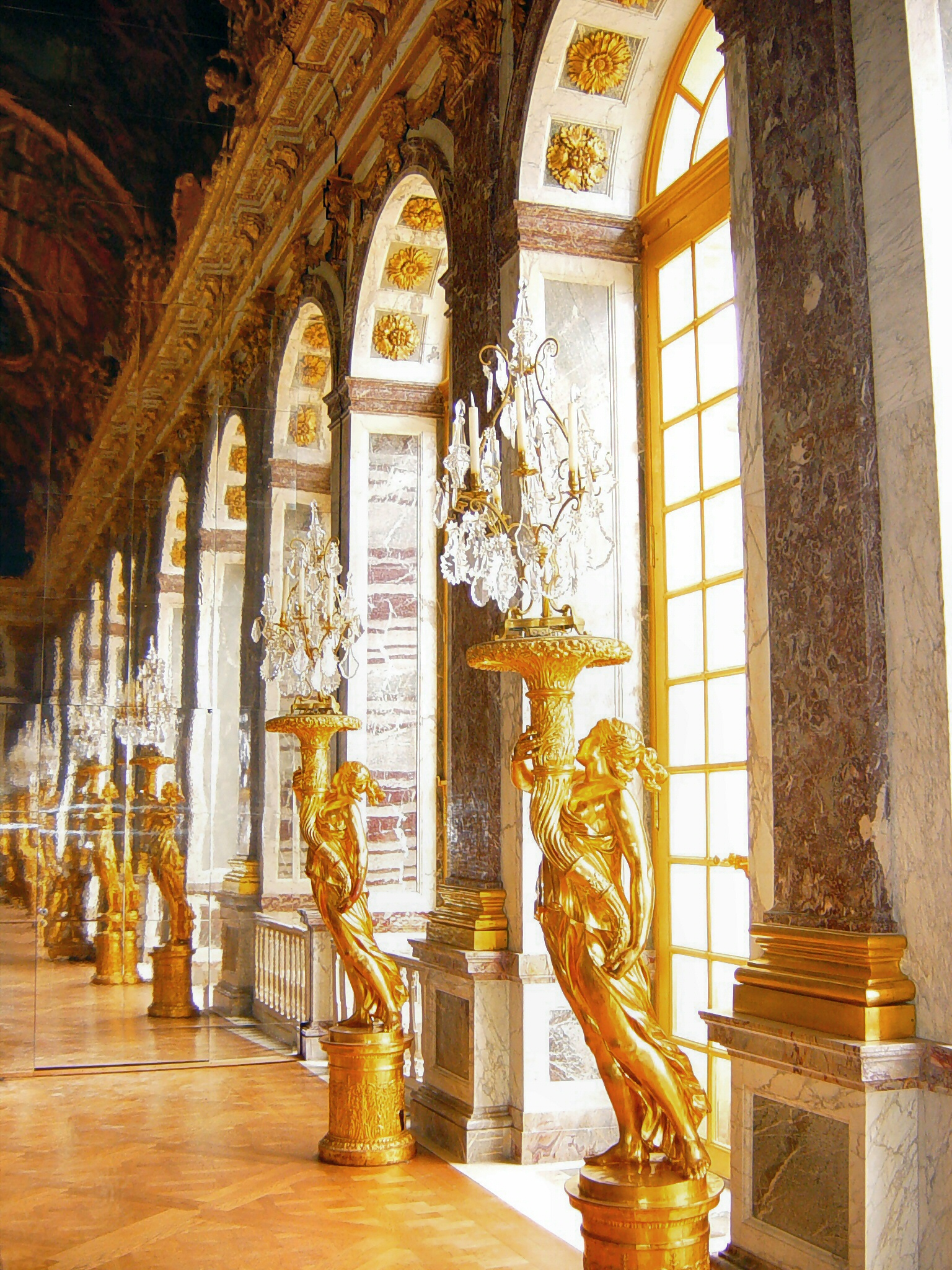
De kandelabers

De Spiegelzaal (Frans: Galerie des Glaces) is de bekendste en drukst bezochte zaal van het Kasteel van Versailles. Op 18 januari 1871 werd hier het Duitse Keizerrijk uitgeroepen en op 28 juni 1919 beëindigde het Verdrag van Versailles de Eerste Wereldoorlog. President De Gaulle, die Versailles de perfecte illustratie van de grandeur van Frankrijk vond, hield er geregeld galadiners. De zaal is 73 meter lang, 10,5 meter breed en 12,3 meter hoog en is een van de grootste zalen in het kasteel. Ze bevindt zich op de eerste verdieping aan de westzijde van het middengedeelte van het kasteel en wordt aan de noordkant geflankeerd door de Zaal van de Oorlog en aan de zuidkant door de Zaal van de Vrede.

## Bouw
De bouw van de Grote Galerij (Grande Galerie) door Jules Hardouin-Mansart en Charles Le Brun tussen 1678 en 1686 was onderdeel van de Derde Bouwcampagne. Tot die tijd bevond zich op deze plek een terras met in het midden een vijver met fontein. Daarna kwam het terras te vervallen en breidde het vloeroppervlak uit. Aangezien de nieuwe zaal boogvensters kreeg, werden in navolging daarvan alle ramen op de eerste verdieping aangepast. Zo ontstonden de huidige noord-, west- en zuidgevels. De benaming Spiegelzaal kwam later. De ramen boven de boogvensters aan de tuinzijde zijn loze versieringen. Daarachter ligt alleen het halfronde gewelf van de spiegelzaal. Boven het gewelf zijn de sporen van de vroegere muurdecoraties van het terras zichtbaar.

## Inrichting

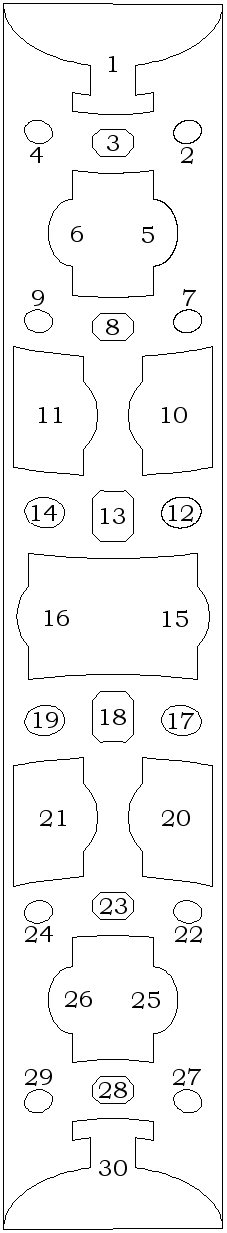

### Plafond
- Het gewelfde plafond is met verguld stucwerk verdeeld in zeven vlakken. Tussen deze vlakken zweven 12 ovale en 6 achthoekige medaillons. Het hele plafond, zowel de vlakken als de medaillons, is tussen 1681 en 1684 beschilderd door Charles Le Brun en is het meesterwerk van deze schilder. De schilderingen in de vlakken herinneren aan de glorieuze overwinningen van Lodewijk XIV tijdens de Hollandse Oorlog (1672-1678) en aan de economische en bestuurlijke hervormingen tijdens de eerste jaren van zijn regering. De medaillons beelden diverse overwinningen behaald tijdens Devolutieoorlog (1667-1668) uit:

1. "Alliantie van Duitsland en Spanje met Holland, 1672"
2. "Holland wordt opgezet tegen de bisschop van Münster, 1665"
3. "Voeding van het volk tijdens de hongersnood, 1662"
4. "Restitutie vanwege de Corsicaanse aanval, 1664"
5. "Overtocht over de Rijn voor de ogen van de vijand, 1672"
6. "Inname van Maastricht door de koning in dertien dagen, 1673".
7. "De Turken in Hongarije verslagen door het leger van de koning, 1664"
8. "De verschrikking van het duelleren verboden, 1662"
9. "De superioriteit van Frankrijk erkend door Spanje, 1662"
10. "De koning geeft orders om tegelijkertijd vier van de sterkste Hollandse vestingen aan te vallen, 1672"
11. "De koning bewapent ter land en ter zee, 1672"
12. "Frankrijk’s macht ter zee hersteld, 1663"
13. "Oorlog tegen Spanje om de rechten van de koningin te doen gelden, 1667"
14. "De reorganisatie van Justitie, 1667"
15. "De koning regeert zelf, 1661"
16. "Praal van de machten loyaal aan Frankrijk"
17. "Orde in de financiën gebracht, 1662"
18. "De vrede wordt getekend in Aken, 1668"
19. "Bescherming van de Fijne Kunsten, 1663"
20. "Franche-Comté voor de tweede maal heroverd, 1674"
21. "Besluit tot oorlog tegen Holland, 1671"
22. "De stichting van de Invalides, 1674"
23. "De verwerving van Duinkerken, 1662"
24. "Ontbieding van ambassadeurs uit alle uithoeken van de aarde"
25. "Inname van de stad en citadel van Gent in zes dagen, 1678"
26. "Spaanse interventie verhinderd door de inname van Gent"
27. "Hernieuwing van de alliantie met de Zwitsers, 1663"
28. "Beveiliging van de Stad Parijs, 1665"
29. "Samenkomst van de twee Zeeën, 1667"
30. "Holland accepteert de vrede en maakt zich los van Duitsland en Spanje, 1678"

De titels van de schilderingen werden speciaal voor dit doel geschreven door Nicolas Boileau & Jean Racine.

### Wanden
- De zaal heeft 17 boogvensters met daar tegenover 17 arcaden opgevuld met spiegelpanelen. Deze spiegels, gemaakt door "Manufacture du faubourg Saint-Antoine", waren in de 17e eeuw een wonder: omwille van hun afmetingen (een kleine spiegel kostte in die tijd een vermogen) en omdat mensen zich voor de eerste keer volledig in een spiegel zagen.
- Tussen de arcaden staan, tegen een achtergrond van carraramarmer, pilasters van roze Rance marmer. Deze worden bekroond met vergulde loden kapitelen waarin de Franse lelie en de Gallische haan zijn verwerkt. Op een achtergrond van groen Campan marmer zijn diverse vergulde bronzen trofeeën aangebracht tegen de muren. Deze zijn van de hand van Antoine Coysevox, Jean-Baptiste Tuby I, Pierre Le Gros I, Benoît Massou en Ladoireau.
- De zaal is rondom afgewerkt met een witte marmeren lambrisering voorzien van terugliggende panelen van, het al eerder genoemde, groene Campan marmer.
- Boven de arcaden en pilasters loopt een fries van carraramarmer versierd met vergulde consoles en guirlandes.
- De uiteinden van de zaal geven via openingen zonder deuren toegang tot respectievelijk de Zaal van de Oorlog aan de noordkant en de Zaal van de Vrede aan de zuidkant. Deze openingen zijn voorzien van een korfboog (in plaats van een halfronde boog) en worden aan weerszijden geflankeerd door monolithische zuilen en pilaren van Rance-marmer. Aan beide uiteinden bevindt zich boven de deuropening een muurschildering, eveneens van de hand van Charles Le Brun.

### Vloer

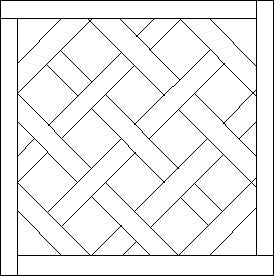
Versailles-motief

De vloer is geheel bedekt met parket (1950) in een motief wat men vandaag de dag toepasselijk Versailles-motief noemt.

### Kunstwerken
- De door zilversmid Claude Ballin gemaakte massief-zilveren tafels, stoelen, vazen, kandelaars en bloembakken met sinaasappelboompjes werden in 1689 omgesmolten om de oorlogsuitgaven te kunnen financieren. Ze werden vervangen door vergulde houten exemplaren die er vandaag de dag nog steeds staan.
- Voor verlichting zorgen 20 verzilverde bronzen kroonluchters en 24 kandelabers. De kroonluchters (niet origineel) werden tijdens het ancien régime overigens alleen 's avonds opgehangen; overdag moest men tenslotte ongehinderd de plafondschilderingen kunnen bewonderen.
- De kandelabers zijn voor een gedeelte wel origineel en werden in 1769 door Lodewijk XV besteld naar aanleiding van het aanstaande huwelijk van de Dauphin (de latere koning Lodewijk XVI) met Marie Antoinette. Twaalf stuks stellen kinderen of putti voor die de met bloemen versierde kandelaber beklimmen, de andere twaalf hebben de vorm van een vrouw in klassiek gewaad met een hoorn des overvloeds. Beide zijn een ontwerp van Jacques Gondoin. Eerst werden alle onderdelen los vervaardigd door Derny (de putti zijn van de hand van Toussaint Foliot, de vrouwenfiguren van Pierre-Edme Babel), vervolgens in elkaar gezet door Courbin en daarna verguld door Bardou.
- In de 17e eeuw stonden in acht speciale nissen de mooiste antieke beelden uit de verzameling van de koning. Na de revolutie werden deze naar het Louvre overgebracht. Sommige daarvan staan inmiddels echter weer op hun oude plaats.

1. "Bacchus"
2. "Venus"
3. "De Kuisheid"
4. "Hermes"
5. "Venus van Troje"
6. "Uranus"
7. "Nemesis"
8. "Diana" (René Frémin, 1717)

- Verder staan langs de wanden verschillende vazen van marmer en onyx en diverse marmeren en porfieren bustes van Romeinse keizers.

## Enkele afmetingen en aantallen
- Oppervlak: 800 m²
- Marmer: 1100 m²
- Schilderingen: 1000 m²
- Parket: 700 m²
- Kapitelen: 56 st.
- Pilasters: 56 st.
- Spiegelpanelen: 357 st.

## Kosten
Vandaag de dag wordt aangenomen dat de bouw en het onderhoud van het héle kasteel van Versailles per jaar ongeveer 6% van de toenmalige schatkist verteerde. Hoeveel daarvan besteed werd aan de bouw en de inrichting van de Spiegelzaal in 't bijzonder, is niet meer na te gaan. Van de spiegelpanelen is echter wél bekend hoeveel ze toen gekost hebben.

Paneel per stuk: 352 livres x 357 stuks = 125.664 livres. Omgerekend naar huidige maatstaven zou dat neerkomen op een totaalbedrag van ongeveer €1.900.000,-

## Functie
De Spiegelzaal diende als verbindingsgang tussen de staatsievertrekken aan de noordkant van het paleis en de Vertrekken van de Koningin aan de zuidkant. De hovelingen wachtten hier elke ochtend op de koning en zijn familie, die zich in optocht naar de mis begaven.
Het was ook de plaats waar de gezanten werden ontvangen en de buitengewone audiënties plaatsvonden. In de tijd van Lodewijk XV en Lodewijk XVI werden hier de galabals gehouden bij prinselijke huwelijken.
Tijdens de regeringen van Lodewijk XV en XVI behoorde de salon van de Vrede tot de appartementen van de Koningin. De zaal werd onder andere gebruikt als muzieksalon. De verbinding met de Spiegelzaal was met een houten schot dichtgemaakt.
Wie nu in Versailles rondstapt moet bedenken dat de gevolgde route niet logisch is; men betrad de appartementen van de koningin uiteraard niet via haar slaapkamer.

## Restauraties
Nadat de koning en koningin op 6 oktober 1789 gedwongen werden Versailles te verlaten en, min of meer als gijzelaars, naar Parijs waren gebracht lieten de "Bâtiments du Roi" (de Koninklijke aannemers) het plafond restaureren. De spiegelzaal bleef onveranderd van 1769 tot 2003. Ondertussen werd de zaal dof en verloren de spiegels hun glans. Het plafond ging in slechte staat verkeren en het verguldsel van de vensters raakte gepatineerd. In 2007 voltooide de Franse bouwgroep Vinci de laatste restauratie van 12 miljoen euro, omvattende:
- herstellen en opfrissen van 1100 m² marmer;
- herstellen van het houtwerk, de parketvloer en de plafondschilderingen;
- terugplaatsen van het meubilair en het beeldhouwwerk (nu gedeeltelijk in bewaring in de depôts van het museum);
- reiniging en herstellen van de met behulp van kwikzilveren spiegels, waarvan 80 van de in totaal 357 stuks dateren uit de 17e eeuw. Achttiende-eeuwse spiegels, onder meer 40 uit de reserves van de Franse Senaat, werden bij elkaar gezocht om de typische "Versailles-kleur" te behouden. De restaurateurs bedachten voor de indrukwekkende kroonluchters een elektrisch lampje dat het effect van kaarslicht uitstraalt.